# Lionel Dauriac
Lionel Dauriac (Brest, 19 novembre 1847 – Parigi, 26 maggio 1923) è stato un musicologo e filosofo francese, discepolo di Charles Renouvier, ha insegnato all'Università di Montpellier e poi alla Sorbona estetica musicale. La sua corrispondenza è una fonte per la storia della filosofia francese nel diciannovesimo secolo.

## Biografia
Figlio di un ammiraglio, studiò dapprima all'École normale supérieure di Parigi e successivamente filosofia nel 1872. Frequentò la Sorbona a Parigi, presso la quale si laureò nel 1878 in Lettere con una tesi su Eraclito e una tesi di dottorato sui concetti di materia e forza nel campo delle scienze naturali.
Insegnò, nel 1879, filosofia all'Università di Lione, poi in quella di Tolosa nel 1881 e a Montpellier l'anno seguente; una volta rientrato nella Capitale transalpina, ottenne la cattedra di estetica e psicologia musicale. Nel 1890 propose all'ateneo di Montpellier un corso di filosofia della musica e di psicologia del musicista: il corso era innovativo nell'ambito del sistema educativo dell'epoca.
Nel 1895 fece un viaggio in Germania per studiare lo stato degli studi estetici musicali nelle università del mondo germanico. L'anno seguente Dauriac sviluppò questo insegnamento presso l'Università Sorbona di Parigi, che proseguirà fino al 1903. Poi, si ritirò prematuramente dall'insegnamento e divenne curatore della biblioteca Victor-Cousin della Sorbona, dove sono attualmente conservati i suoi testi. 
Egli pubblicò anche il suo corso sulla evoluzione della musica e dei gusti musicali in Francia, nel 1897, con il titolo di La psychologie dans l'opéra français. Ha pubblicato numerosi libri di psicologia musicale, studi sui compositori Gioachino Rossini (1904), Richard Wagner (1908) e Giacomo Meyerbeer (1913), oltre a studi sul razionalismo filosofico.
Tra gli scritti inerenti alla musica, si ricordano Introduction à la psychologie du musicien (1891), La psychologie dans l'opéra français (1897), Essai sur l'esprit musical (1904), Le musicien poète (1905).
Sua figlia Fernande Dauriac (1877-1954) sposò in prime nozze Julien Luchaire, il fondatore dell'Istituto Francese di Firenze, dal quale ebbe due figli (Jean e Marguerite). Dopo il divorzio, nel 1916, Fernande si sposò con lo storico italiano Gaetano Salvemini.

## Opere
- Des Notions de matière et de force dans les sciences de la nature, Parigi, Baillière, 355 pages., 1878.
- De Heracliteo Hephesio haec apud facultatem litterarum parisiensem disputabat, Parigi, Klincksieck, 95 p., 1878.
- Sens commun et raison pratique. Recherche de méthode générale, Parigi, Félix Alcan, 63 p., 1887.
- Croyance et réalité, Parigi, Alcan, 338 p., 1889.
- Le Réalisme de Reid, Parigi, Alcan, 36 p., 1889.
- Introduction à la psychologie du musicien, Parigi, Alcan, 26 p., 1891.
- De l’oreille musicale, essai sur la psychologie du musicien, Orléans, Imp. Girardot, 31 p., 1892.
- La Psychologie dans l’Opéra français (Auber, Rossini, Meyerbeer), Parigi, Félix Alcan, coll. «Bibliothèque de philosophie contemporaine», 164 p., 1897.
- Essai sur l’esprit musical, Parigi, Félix Alcan, coll. «Bibliothèque de philosophie contemporaine», 304 p., 1904.
- Rossini : biographie critique, Parigi, Laurens, 123 p., 1906.
- Le Musicien-poète Richard Wagner. Étude de psychologie musicale, Parigi, Fischbacher, 336 p., 1908.
- Giacomo Meyerbeer, Parigi, Alcan, 36 p., 1913.
- Contingence et rationalisme. Pages d’histoire et de doctrine, Parigi, Vrin, 364 p., 1924.